# 热冲击
热冲击（英語：Thermal shock），指热辐射使物体受到局部快速加热。结果是，由于物体各部温度升高速度不同，膨胀程度也不同，故其内部产生应变和应力，有些应力可超过脆性固体的强度，而使它断裂。热膨胀系数大的玻璃器皿，局部受热而破裂是一典型例子。
热冲击使物体所产生应力差别大的原因有二：1.物体局部受热速度过快；2.物体的热膨胀系数大。因而，想避免受热冲击导致物体破裂的主要方法有三个方面：1.避免受热冲击，使物体缓慢而均匀受热；2.选用热膨胀系数小的物体；3.选用强度高热导好的材料。